# Myke Carvalho
Myke Michel Ribeiro de Carvalho est un boxeur brésilien né le 28 octobre 1983 à Belém.

## Carrière
Sa carrière amateur est marquée par une médaille de bronze aux championnats panaméricains de Mexico en 2009 dans la catégorie super-légers ainsi que par une médaille de bronze aux Jeux panaméricains de Guadalajara en 2011 (poids welters) et une autre en argent à Rio en 2007 (poids super-légers).

### Jeux olympiques
- Qualifié pour les Jeux de 2012 à Londres, Angleterre
- Participation aux Jeux de 2008 à Pékin, Chine
- Participation aux Jeux de 2004 à Athènes, Grèce

### Championnats panaméricains de boxe amateur
- Médaille de bronze en -64 kg en 2009 à Mexico, Mexique.

### Jeux panaméricains
- Médaille de bronze en -69 kg en 2011 à Guadalajara, Mexique.
- Médaille d'argent en -64 kg en 2007 à Rio de Janeiro, Brésil.

## Référence
1. ↑  (en) Résultats des compétitions de boxe aux Jeux panaméricains 2011